# チッタ・サンタンジェロ
チッタ・サンタンジェロ（イタリア語: Città Sant'Angelo）は、イタリア共和国アブルッツォ州ペスカーラ県にある、人口約15,000人の基礎自治体（コムーネ）。

## 地理

### 位置・広がり

#### 隣接コムーネ
隣接するコムーネは以下の通り。括弧内のTEはテーラモ県所属を示す。
- アトリ (TE)
- カッペッレ・スル・ターヴォ
- コッレコルヴィーノ
- エーリチェ
- モンテジルヴァーノ
- シルヴィ (TE)

## 行政

### 分離集落
チッタ・サンタンジェロには、以下の分離集落（フラツィオーネ）がある。
- Alzano, Annunziata, Centro Storico, Crocifisso, Fagnano, Fonte Umano, Gaglierano, Maddalena, Madonna della Pace, Marina di Città Sant'Angelo, Piano della Cona, Piano di Sacco, Ponticelli, Sant'Agnese, San Giacomo, San Martino, San Pietro, San Rocco, San Vittorito, Sorricchio, Sorripe, Vertonica, Villa Cipressi.

## 文化・観光
「スローシティ」加盟都市、「イタリアの最も美しい村」クラブ加盟コムーネである。